# Waiuku
Waiuku is een kleine plaats op het noordelijke eiland van Nieuw-Zeeland.
De plaats ligt 40 kilometer ten zuiden van Auckland en ligt aan het einde van de Waiuku rivier.

## Geboren
- Ben Bright (12 juli 1974), triatleet